# グロック17
グロック17（Glock 17）は、オーストリアの銃器メーカーであるグロック社が開発した自動拳銃。口径は9mm（9x19mmパラベラム弾）。装弾数は複列弾倉（ダブルカラム・マガジン）による17+1発。17とは、当時としては多かった17発の装弾数をアピールしたものだと言う説や、製作するにあたって獲得した17件の特許の数であるという説、また、グロック社の17番目の製品であるなどの説がある。

## 概要

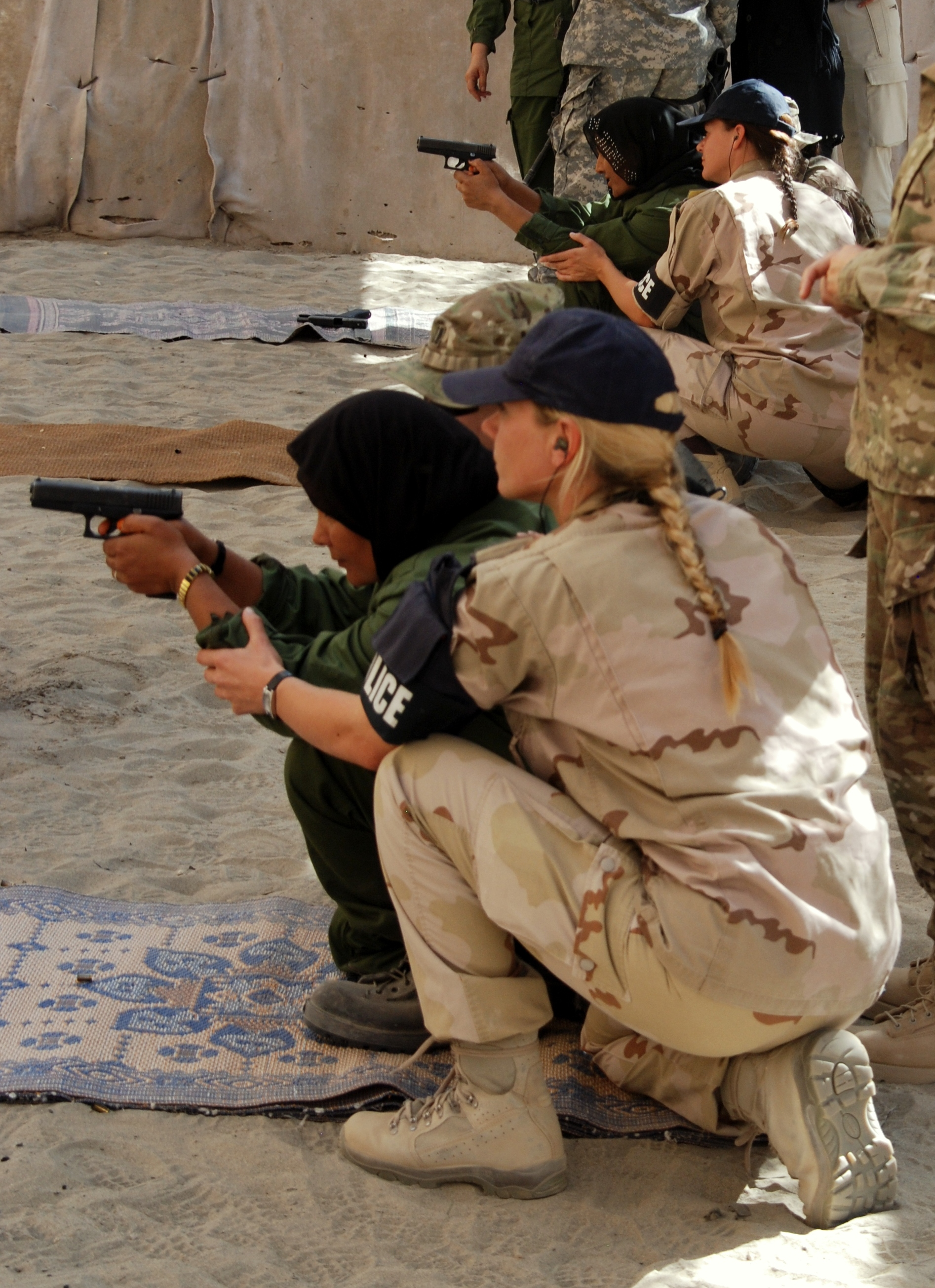
ドイツ警察の指導のもと、グロックシリーズを用いて訓練するアフガニスタン国家警察の女性警察官

開発は1980年頃から進められ、1983年に「P80」の名前でオーストリア軍の制式拳銃として採用された。1984年にはNATO基準の耐久性テストに合格し、ノルウェー陸軍の制式拳銃としても採用された。1985年にアメリカで販売が開始され、法執行関係者や一般ユーザーに、その軽量さや即応性、命中性能、安全性を高く評価された結果、アメリカ国内だけでも約四千の法執行機関が採用するなど、大きな成功を収めた。
グロック社は元々銃器メーカーではないため、その機構や設計思想はそれまでの軍用拳銃のスタイルにとらわれないものであり、発表当時は特殊な機構や材質、デザインから敬遠されたが、現在では軍用、警察用として本国のオーストリア以外にも、フィンランド、スウェーデン、ロシア、インド、フィリピン、ロンドン警視庁の王室・要人警護部、日本の警察の警備部、アメリカのFBIなどの法執行機関に採用されている。また、採用には至らなかったがアメリカ軍や陸上自衛隊での制式拳銃更新の際に後継候補の一つとして提出された事例もある。
後の銃器開発にも影響を与え、樹脂素材の多用やストライカー方式によるダブルアクションなどこの銃のスタイルに近いCZ100やアランHS2000、S&W シグマといった多数の拳銃がこの方針の後に続いた。特に模倣の度が過ぎていたシグマでは、スミス&ウェッソンがグロックに提訴される事態も起きた。
| ·        | Template‐ノート:同規模フリゲートに、このページに関する疑問があります。（2025年5月） 疑問の要約：テンプレート名と選択基準の妥当性 |                             |                                                   |                                                   |                                                   |                                                   |                           |                           |          |
|          | M1911 | BHP                         | P220                                              | Cz75                                              | 92F                                               | P226                                              | グロック17                | SFP9                      | MP-443   |
| 画像     | |                             |                                                   |                                                   |                                                   |                                                   |                           |                           |          |
| 口径     | .45 | 9mm                         | 9mm .45 等                                        | 9mm                                               | 9mm                                               | 9mm                                               | 9mm                       | 9mm                       | 9mm      |
| 装弾数   | 7発 | 13発                        | 9発                                               | 15発                                              | 15発                                              | 15発                                              | 17発                      | 15-20発                   | 18発     |
| 銃身長   | 127 mm | 118 mm                      | 112 mm                                            | 120 mm                                            | 125 mm                                            | 112 mm                                            | 114 mm                    | 104 mm                    | 112.5 mm |
| 全長     | 216 mm | 200 mm                      | 198 mm                                            | 206 mm                                            | 217 mm                                            | 196 mm                                            | 186 mm                    | 187 mm                    | 198 mm   |
| 重量     | 1,130 g | 810 g                       | 830 g                                             | 1,000 g                                           | 970 g                                             | 964 g                                             | 703 g                     | 753 g                     | 950 g    |
| 作動方式 | 反動利用 シングルアクション | 反動利用 シングルアクション | 反動利用 シングルアクションおよびダブルアクション | 反動利用 シングルアクションおよびダブルアクション | 反動利用 シングルアクションおよびダブルアクション | 反動利用 シングルアクションおよびダブルアクション | 反動利用 ダブルアクション | 反動利用 ダブルアクション | 反動利用 |

## 歴史
グロック社は、ガストン・グロックが1963年にオーストリアのウィーン近郊にあるヴァグラムに創設した企業で、元々機関銃用ベルトリンクや軍用ナイフなどを生産していた。火器そのものの開発は行っていなかったが、1980年に始まったオーストリア軍新制式採用トライアルを受けて拳銃の開発を始めた。トライアルに当たっては同国の大手銃器メーカーであるシュタイヤー社製のGBなどと競合したが、1982年にグロック17の採用が決定された。

## 特徴

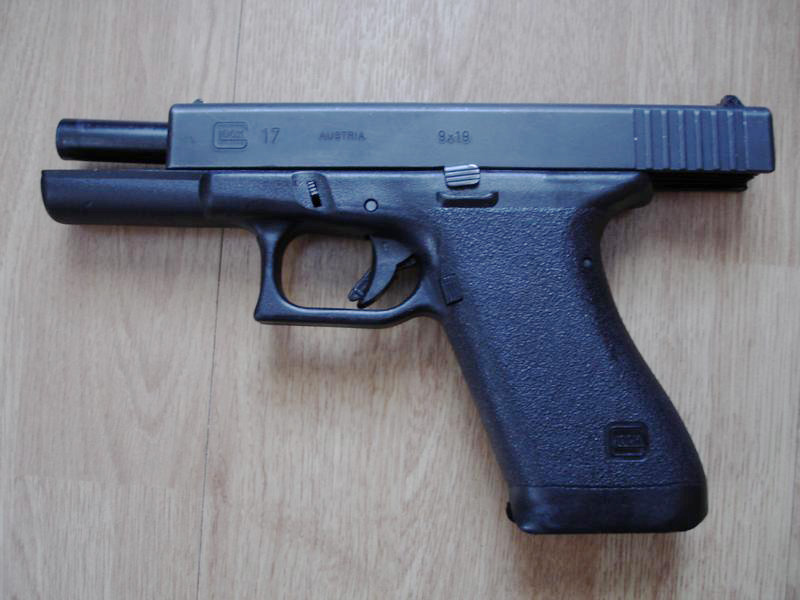
グロック17（第1世代）

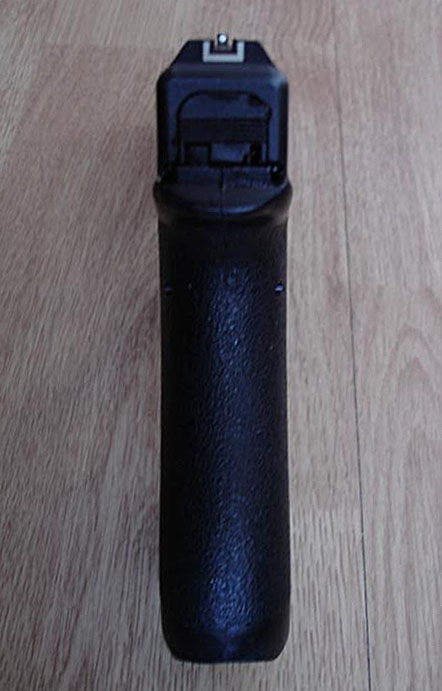
後面から見たグロック17

グロックには、それまでの軍用拳銃には見られなかった革新的機構が搭載されていた。

### プラスチックの多用
フレームや、トリガーとその周辺機構、弾倉外側がプラスチック製となっている。他にも、強度上問題が無い部分にプラスチックが使われている。成型の容易さから生産性が向上し、軽量になったほか、寒冷地で使用する場合、冷えた金属に皮膚が張り付く事故を防ぐことができる。
グロックシリーズに使われているプラスチックはポリマー2と呼ばれる材質で、ガストン・グロックの発明品である。200℃から-60℃の環境下でもほとんど変質しないと言われている。一般的なプラスチックよりも柔らかく、相当な強度を誇る。しかし、成型に難があり、日用生活品などには向かない。なお、グロック社は独自の方法でフレームの成型をしている。フレーム内にはスライド（遊底）を保持するための金属部品が鋳込まれているため、プラスチック製のフレームは金属製のスライドとは接触していない。また製造番号を刻印する必要上、フレーム前方の下面には金属片が埋め込まれている。
フレームが軽量な素材構成の場合、全体の重量が軽くなる反面で射撃時の衝撃や反動は大きくなるが、グロックのフレームに採用されている素材は、ある程度の柔軟性を持たせることで衝撃を緩和している。また、銃口とグリップの距離（ボアライン）が近いため、他の同クラスの銃に比べ跳ね上がりは少なく、移動距離の短いトリガーとともに連射をしやすくしている。
ただ、発売されて30年以上経過しているため、古い個体ではプラスチックの経年劣化が現れているとの指摘もある。さらに、アンダーレール付きの第3世代フレーム採用機種では、フラッシュライトやレーザーサイトを過度な締め付けで取り付けた場合、フレームが歪み、作動不良を起こす例があったことから、金属製フレームという、グロックの特徴を捨てたカスタムパーツも存在する。この問題はグロック社純正の第4世代フレームでは解消されている。

### 特殊な撃発機構とセーフティ
グロックの引き金の機構は、大別するとダブルアクションオンリー（DAO）に属するが、グロック社による「セーフアクション」と呼ばれる特殊なメカニズムを持つ。そのため、一般的なDAOピストルと違い、連続して空打ちできず、空打ちするにはスライドを2-3cm引き、撃針をハーフコック（半後退）させる必要がある。
スライドを操作し初弾を装填すると、撃鉄兼撃針であるストライカーが半分程後退した位置でシアによってロックされる。このポジションでは、ストライカーは、シアおよびファイアリングピン・セイフティにロックされているので暴発の危険性はない。ストライカーが前進している場合は引き金は後退しており、引き金が引けないようになっている。スライドを引いて撃発可能なハーフコックの状態では引き金は前進位置になるため、これでストライカーの位置が確認できる。
引き金を引くと、それに連動してシアがストライカーをフルコックの位置まで後退させた後、解放して撃発する。発射に伴う作動を終えると、ストライカーはシアによりフルコックの位置で保持される。この状態では引き金をほんの少し戻すだけで、シングルアクション並みの短いストロークで連射することができる。引き金を完全に戻すと、ストライカーはシアとともにレストポジションまで前進し、安全に保管可能となる。
また、通常のDAOより引金の引き代が短いため、安全のためトリガーセーフティが設けられている。これは引き金の中央部分にもう一つの引き金が挟み込まれたような構造で、安全装置は引き金を引く方向とは違う角度で解除されるため、射手の指以外の物体が誤って引っかかっても容易に引き金が動かないようになっている。他の銃と比較してトリガーガード内のスペースが狭くデザインされ、手袋などをした場合には障害となる場合があるが、異物が入り難い構造にもなっている。この安全機構は弾薬を装填した状態で安全に携行できる反面、弾薬の装填を確認しないで操作しようとしたり、発射の意思がないのに不用意にトリガーに触るような扱いは想定していない。
当時、回転式拳銃を使用していたニューヨーク市警の装備改変の際に制式採用されたが、ダブルアクションの重い引き金に慣れた現場の警官たちの暴発事故が増えているという意見により、スプリングを交換して引き金の重さを強めたNY市警向けのモデルが開発された。グロックを採用した警察などの公用機関の一部では、このような対応は取らずに、従来型のマニュアルセーフティを備え価格も手ごろなS&WのM39系やM59系の自動式拳銃に装備を改めた例もある。

### 設計・デザイン・耐久性
銃全体のレイアウトでは、ストライカー方式を採用して銃身の位置を下げ、グリップの角度を大きく取ることで反動を受ける位置を銃身に近くし、発砲時の銃口の跳ね上がりが抑えられる設計となっているが、握り方によっては銃口が上を向きやすいとの批判もある。突起物や凹凸の少ないデザインとすることで衣服への引っ掛かりや異物の侵入を防いでいる。内部構造ではラウンド形状のライフリングを採用することで、銃身の耐摩耗性を向上させた。
金属部には同社の軍用ナイフのノウハウを活かした熱処理がされた硬度の高い鋼材を採用することで耐久性を向上し、同ナイフでも採用されている強力な防錆処理によって耐食性を高めているので、ステンレスモデルは存在しない。グロック17は拷問テストと言われる耐久テストに参加しており、6ヶ月間海底に沈めたり海水に浸したりしたが、実弾が発射できたことからギネスブックに載っている。

### 弾倉
金属製の本体の上にプラスチックの外装をかぶせている。
購入時の付属品である通常の弾倉のほか、マガジンエクステンションを付けることで装弾数を2発(押し込めば3発)増やすことが可能。また、いくつかの口径に対応するロングマガジンがあり、9mmは33発、.45ACPが25発、.40S&Wと.357SIGでは共用可能でどちらも29発となっている。最新のモデルではグリップ前に切り欠きがあり、弾倉をつまんで引き降ろすことができる。

## グロックに関する誤解
- グロック17が発売されて間もない頃、その特徴的な素材構成と機能のため「手荷物検査で発見できない、高価なハイジャック犯御用達の拳銃」という流説が一時的にあったといわれているが、実際はスライドや銃身、弾薬などが金属製のため容易に発見できる[9]。後にグロック社はフレーム材にX線造影剤を添加し、銃の全体像がX線に映るよう対策をとっている。映画「ダイ・ハード２」では冒頭、テロリストが空港に拳銃（グロック17）を密かに持ち込めた理由をプラスチック製だからとしているが、あくまでも映画上の設定である。
- 「プラスチック素材を使った最初の銃」として認知されることが多いグロックだが、フレーム前部にプラスチック材を用いたH&K P9の方が先発であり、鋼材フレームの上に樹脂製ボディを被せたH&K VP70も存在した。順番の誤解は、これらの銃器の知名度が劣ることによる。「プラスチック素材使用の銃で商業的成功を収め」また、「フレーム全体がプラスチック素材となっている銃」はグロックが最初ということになる。

## バリエーション
多くのバリエーションが展開されており、各サイズそれぞれに各口径のモデルが用意されている。製品名は口径やサイズに関係なく、最初のモデルであるグロック17から発売順に「グロック17、グロック18、グロック19…」と命名されている。
また、シリーズ全体を通したマイナーチェンジもたびたび行われている。
第2世代
グリップに滑り止めのチェッカリングが追加され、より多くの口径が追加された。
第3世代
アンダーマウントレイルと、握った際に指を正しいポジションへ誘導するためのフィンガーチャンネルが追加されている。
第4世代
滑り止めがチェッカリングからドットパターンに変更され、マガジンおよびマガジンキャッチが左右入れ替え対応になり、リコイルスプリングの二重スプリング化に伴いダストカバーが薄くなった。また、グリップを従来より細くし、厚さの異なる2種類のバックストラップ（付属）を装着することで、グリップサイズを3段階に変更可能となった。それに加えてバックストラップの種類によってはビーバーテイルのある物もある。
第5世代
Glock17、および19ではスライド前部の面取り角度が変更された。機構の面ではスライドストップが左右両側に装備されアンビ化、内部構造も若干変更され、外観上はトリガー上部のピンの数が第4世代までの2本から1本に減少している。グリップ周りでは、マガジンの挿入を容易にするため、マガジン挿入口が拡張された。また、第4世代では無くなっていたマガジン挿入口前部の切り欠きが復活し、第3世代で追加されたフィンガーチャンネルは取り除かれた。マガジンはフロアプレートが大型化、フォロワーがオレンジ色になり残弾確認が容易になった。
小さいモデルは、より大きなモデルで使えた弾倉をそのまま使う事ができ、グロック26に17のマガジンを使った場合、通常+7発のロングマガジンとして扱える。また、ほとんどのモデルに反動軽減用のコンペンセイター内蔵モデルが存在し、搭載モデルはグロック17Cのように型番の後にCが付く。
分解整備や操銃訓練用として本体を赤色に塗装したモデルも用意されており、型番の後にPが付く。
| 弾薬          | 標準  | 小型F 標準S | 小型  | 超小型 | 携帯用 | 長銃身 | 競技用 | 連射 |
| ------------- | ----- | ----------- | ----- | ------ | ------ | ------ | ------ | ---- |
| 9mmパラベラム | 17/47 | 49          | 19/45 | 26     | 43     | 17L    | 34     | 18   |
| 10mm オート弾 | 20    |             | -     | 29     | -      | 40     | -      | -    |
| .45ACP        | 21    |             | -     | 30     | 36     | -      | 41     | -    |
| .40S&W        | 22    |             | 23    | 27     | -      | 24     | 35     | -    |
| .380ACP       | -     |             | 25    | 28     | 42     | -      | -      | -    |
| .357SIG       | 31    |             | 32    | 33     | -      | -      | -      | -    |
| .45GAP        | 37    |             | 38    | 39     | -      | -      | -      | -    |

※Fはフレーム、Sはスライドの意
| 弾薬          | 標準 | 小型 | 連射 |
| ------------- | ---- | ---- | ---- |
| 9mmパラベラム | 17c  | 19c  | 18c  |
| .40S&W        | 22c  | 23c  | -    |
| 10mm オート弾 | 20c  | -    | -    |
| .45ACP        | 21c  | -    | -    |
| .357SIG       | 31c  | 32c  | -    |

### グロック20 / 21 / 22 / 31 / 37

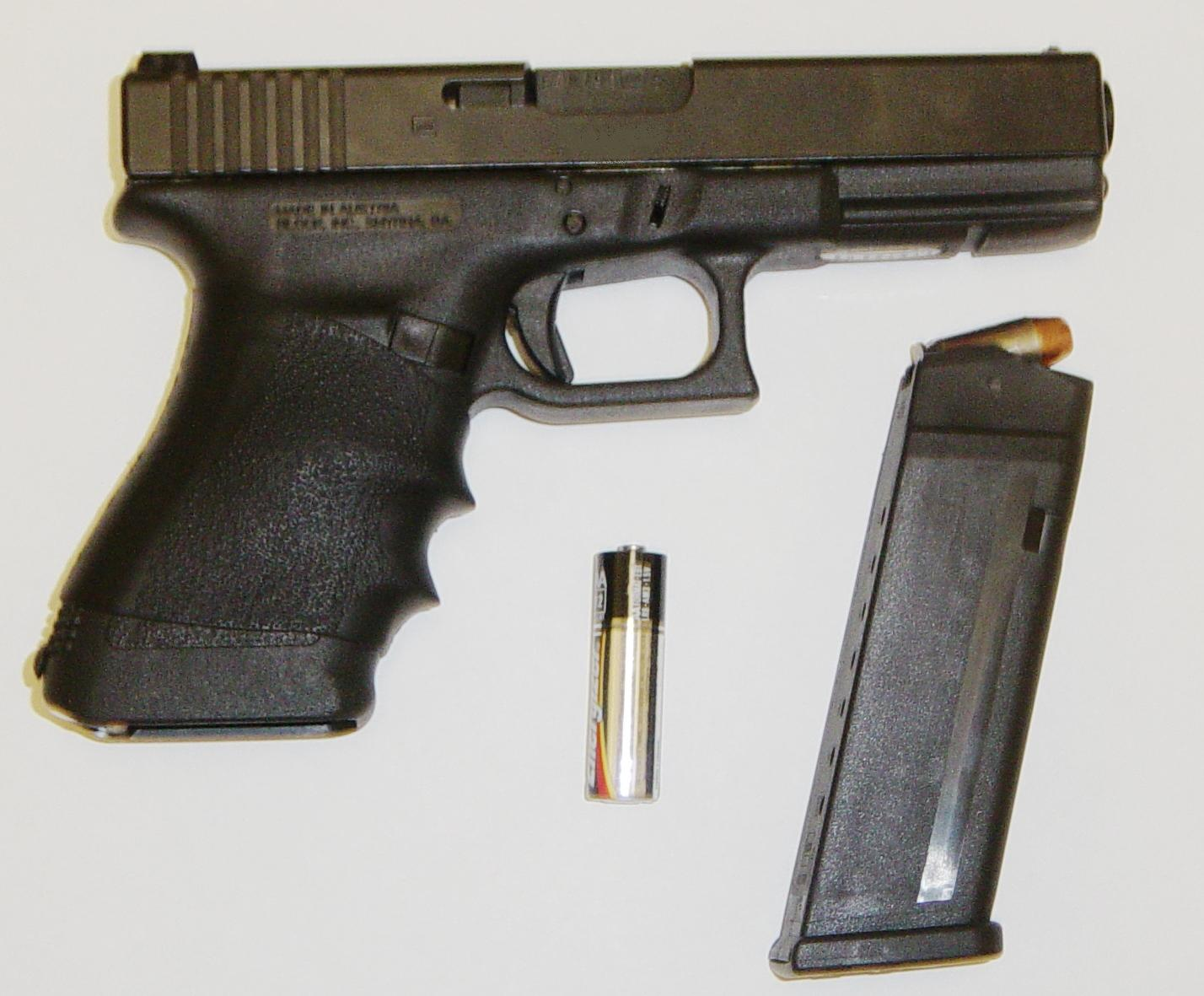
グロック21

グロック17直系の別口径モデル。使用弾薬は次の通りになっている。（）内はノーマルマガジンの装弾数。
- 20=10x25mm ノーマ・オート弾（15）
- 21=.45ACP（13）
- 22=.40S&W（15）
- 31=.357SIG（15）
- 37=.45GAP（10）

20/21は大口径モデルであり、全長が193mmに伸びている。

### グロック17L / 24 / 40
17Lはグロック17を競技用にするために長銃身にしたモデル。全長225mm、重量748g、装弾数17発。G34の発売を受け、生産は終了している。
軽量化などのため、スライド上部に肉抜き加工が施されている。命中精度の良さなどから、FBIにも愛用者が居る。24は17Lの.40S&Wモデル。全長225mm、重量757g、装弾数15発。40は10mm オート弾モデル。全長241mm、重量798g、装弾数15発。

### グロック18 / 18C

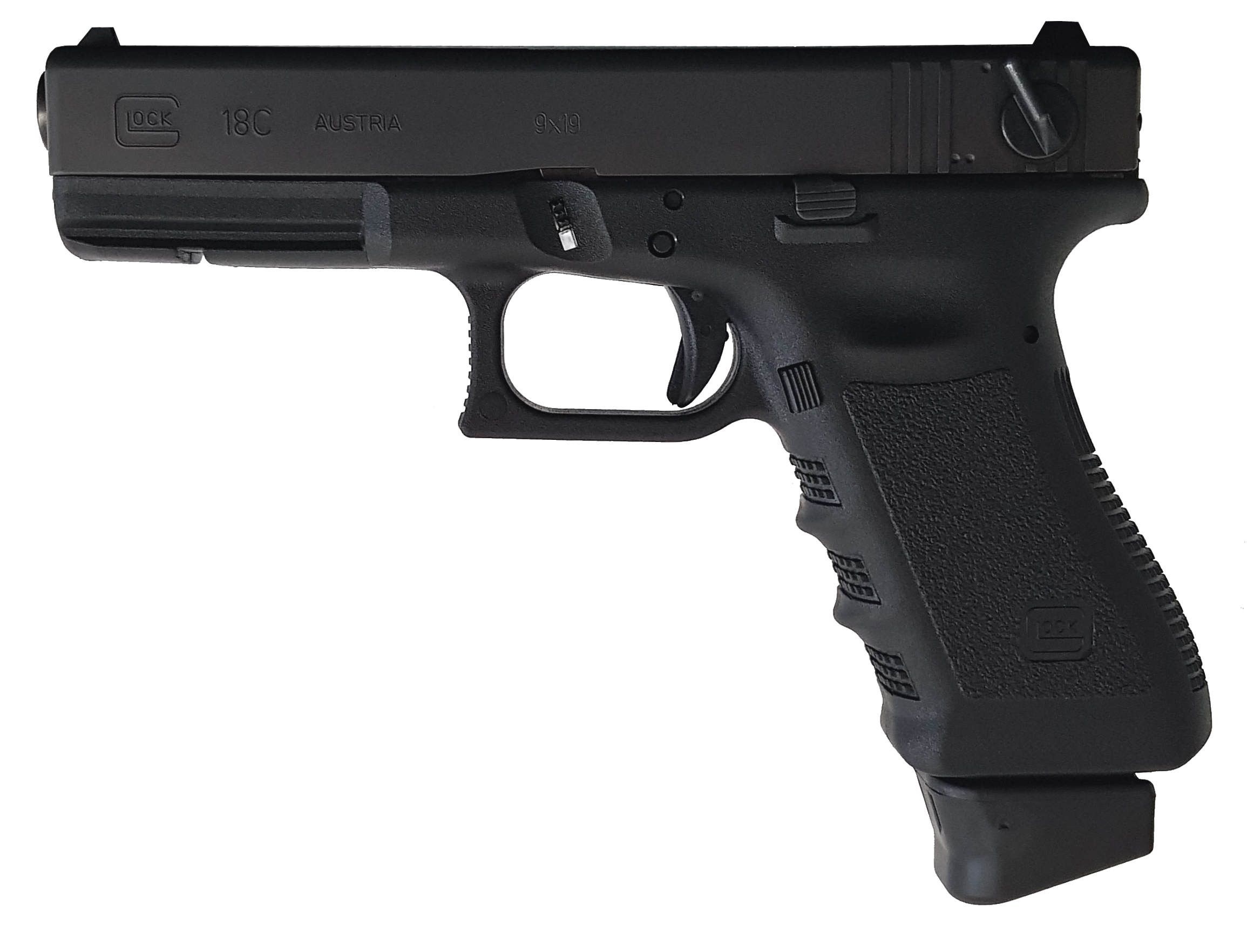
グロック18C

グロック17をベースにフルオート機構（引き金を引いたままにしていれば弾丸切れになるまで連射出来る）を搭載したモデル（機関拳銃）。オーストリア国家憲兵隊（当時）に属した精鋭の対テロ部隊GEK COBRAの要請によって開発された。小型である上にポリマーフレームが軽量なため連射時の反動は大きく、集弾性は低い。そのためカスタムパーツとして折りたたみストックが存在する。
外観はグロック17とほとんど変わらないが、スライドの左後方にセミ/フルオートの切り替えレバーがある。グロック18Cは、グロック18でスライドから突出した銃口部に装備されていたコンペンセイターをスライド内の銃身上部に開口する形状に改めるなどした改良型で、グロック18で問題視された反動もやや抑えてある。
犯罪に利用されないよう一般への販売が禁止された公的機関限定モデルであるが、特殊な許可（クラスIIIウェポンディーラー）を取った上でグロック17にフルオート機能を追加したスライドと銃本体を別々に登録する事によって、民間人でも同じ機能の銃を所持することは可能（あくまでも同じ機能であり、登録上はグロック17の改造銃になり、グロック18としての登録ではない）。全長186mm、重量703g、装弾数17/19/31/33発、発射速度1,200発/分。

### グロック19 / 23 / 25 / 32 / 38
グロック17直系のコンパクトモデル。
- 19=9mm
- 23=.40S&W
- 25=.380ACP
- 32=.357SIG
- 38=.45GAP

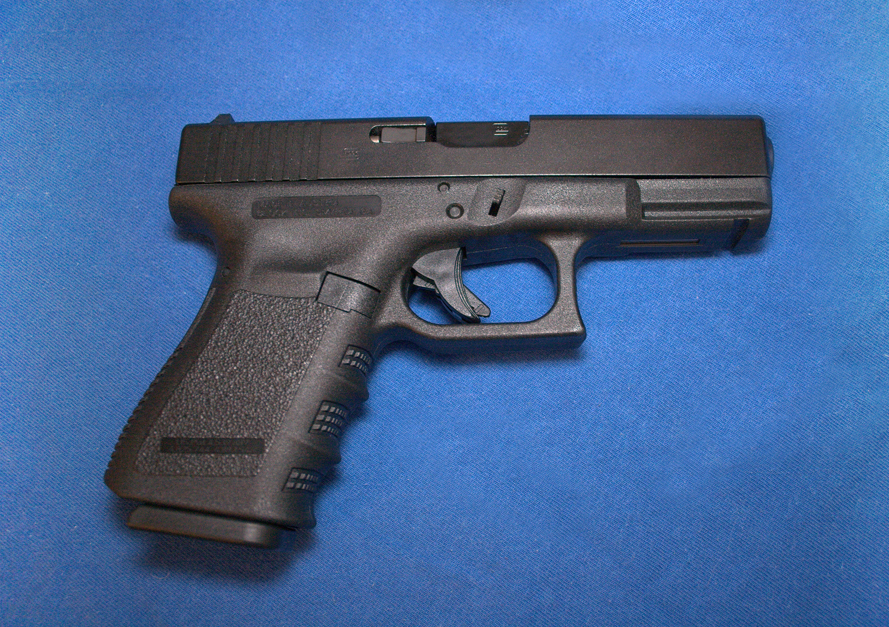
グロック19

ベースとなる19では全長174mm、重量595g、装弾数15発。19は日本警察のSATで採用されているとされる。グロック25は公的機関限定モデル。

### グロック19X / 45 / 47
グロック19の派生型であるグロック19Xは2017年SIG P320の勝利で幕を閉じた米軍次期制式採用拳銃「XM-17MHS」トライアルに提出されたグロック試作モデルをベースに作られたモデル。特徴としては、スライドはグロック19 Gen.5と同様のデザイン(刻印は19Xとなっている)で、フレームはグリップ部分の長さがグロック17と同等のサイズとなっており、コンパクトながら標準モデルのグロック17と同等のグリップ性と装弾数を備えている。（参照：Glock公式サイト）
グロック45はグロック19Xとほぼ同じ仕様だが、FDEカラーのみ展開されている19Xに対し他のグロックシリーズと同じブラックカラーになっているなど変更点がある。モジュール設計であり、グロック19のフレームにグロック17を組み合わせることが出来ないのに対し、グロック45/47シリーズはフレームに共有性を持たせ、用途によりスライド長を変更する等の柔軟性を持たせている。2020年東京オリンピックでは警視庁自動車警ら隊に配備された。なお2025年日本国際博覧会においては、大阪府警自動車警ら隊にRADAR社製 2 fast extremeホルスターとともに配備されている。
グロック47はグロック45のフレームにフルサイズのスライドを組み合わせたものである。

### グロック26 / 27 / 28 / 29 / 30 / 33 / 39

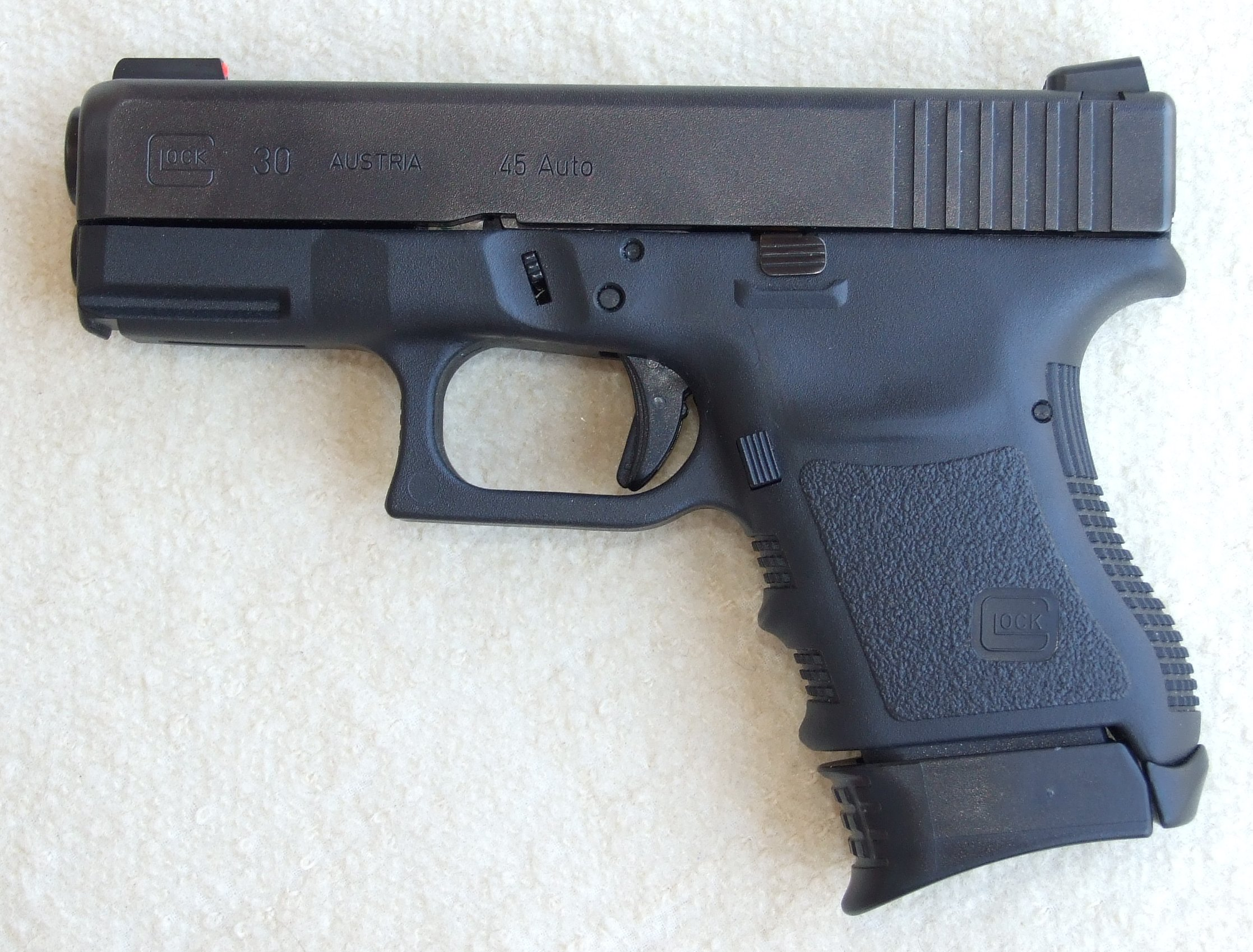
グロック30

グロック19をさらに小型化した超コンパクトモデル。米国でAWB（連邦攻撃武器規制）のあおりを受け、装弾数11発以上新規生産された銃が規制されることになったため、逆に装填数を10発以下に抑えた上で自然なサイズになるよう小型化したモデル。
AWB失効後は通常サイズ用のダブルカラムマガジンも使用できるため超コンパクトモデルにロングマガジンということも可能になった。なおオリジナルマガジンはかなり小型なためフィンガーチャンネルが下部に装着してある（これが無いと小指が握り締められない）。
- 26=9mm（10）
- 27=.40S&W（9）
- 28=.380ACP（10）
- 29=10mm オート弾
- 30=.45ACP（9）
- 33=.357SIG（9）
- 39=.45GAP（8）

ベースの26は全長160mm、重量560g、装弾数10発。大型弾を使用する29、30は全長が172mmに伸びる。
グロック28は公的機関限定モデル。

### グロック36 / 42 / 43
グロック36は上記グロック30の改良型。元々30は大口径のため、ダブルカラムのマガジンではグリップが太くなり、比較的握りにくく、携帯にも不便だった。そこでグロック社はあえてシングルカラムにして装弾数を少なくしながら、握りやすく、携帯性を高めた36を販売した。
全長172mm、重量638g、装弾数は6。フルサイズの21とマガジンの共有はできない。
グロック42はグロックの最小モデル。.380ACP弾の弾倉をシングルカラムにすることによって、サブコンパクトのグロック28より薄くさらにコンパクトになった。
グロック43はグロック26の改良型。9mmのマガジンをシングルカラム化した薄型モデル。グロック17/19/26とマガジンの共有はできない。

### グロック34 / 35 / 41

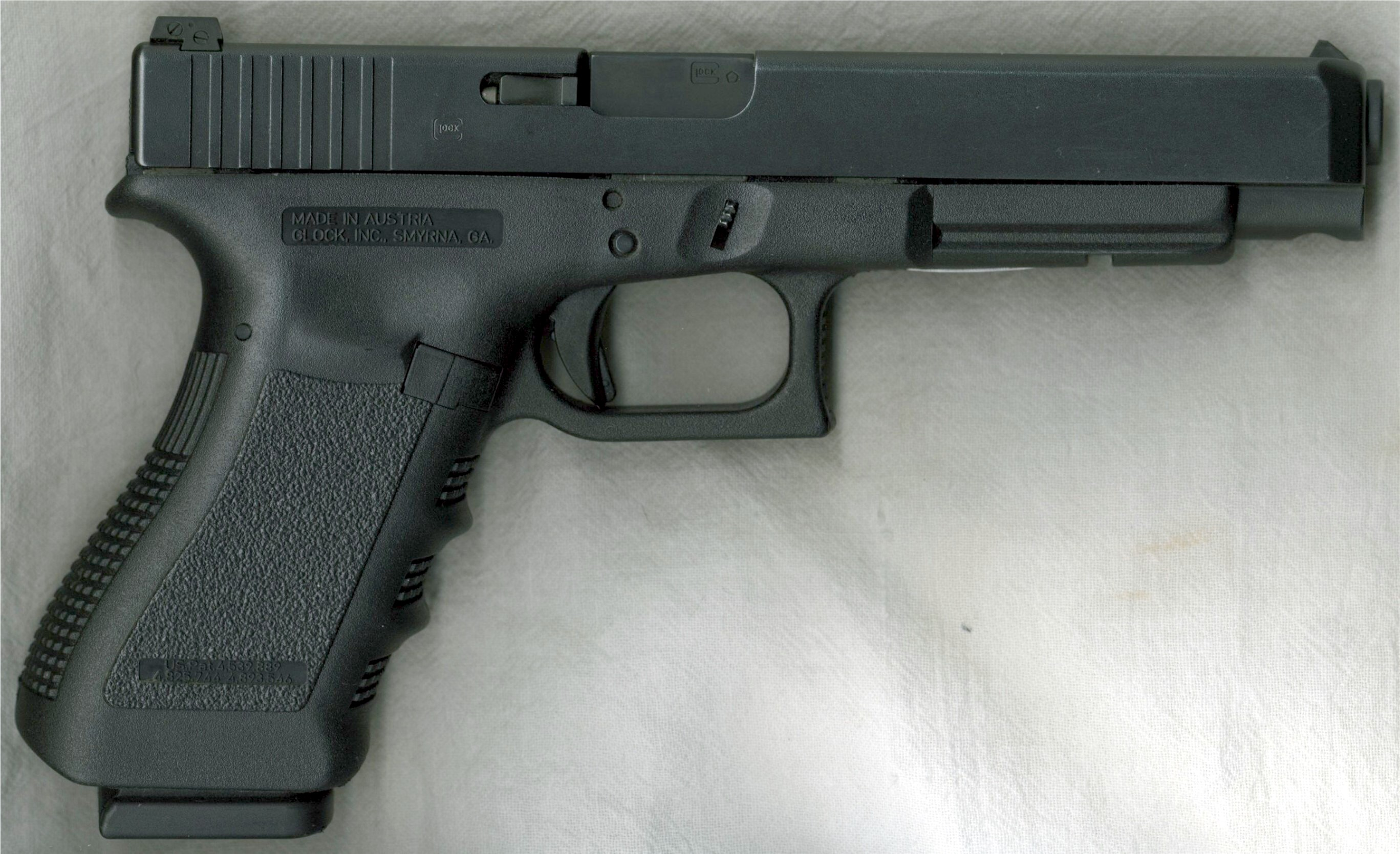
グロック35

グロック17LをIDPA競技会の基準に合うよう小型化し、改良を加えた競技用モデル。ダストカバーの先端がカットされ、ガイドロッドカバーが露出している。全長207mm、重量728g、装弾数17発。
35は24同様の.40S&Wモデル。　41は21同様の.45ACPモデル。

### グロック49
グロック19のフレームとグロック17のスライドを組み合わせたモデル。

## グロック社以外での派生型

### S&W SIGMA（シグマ）

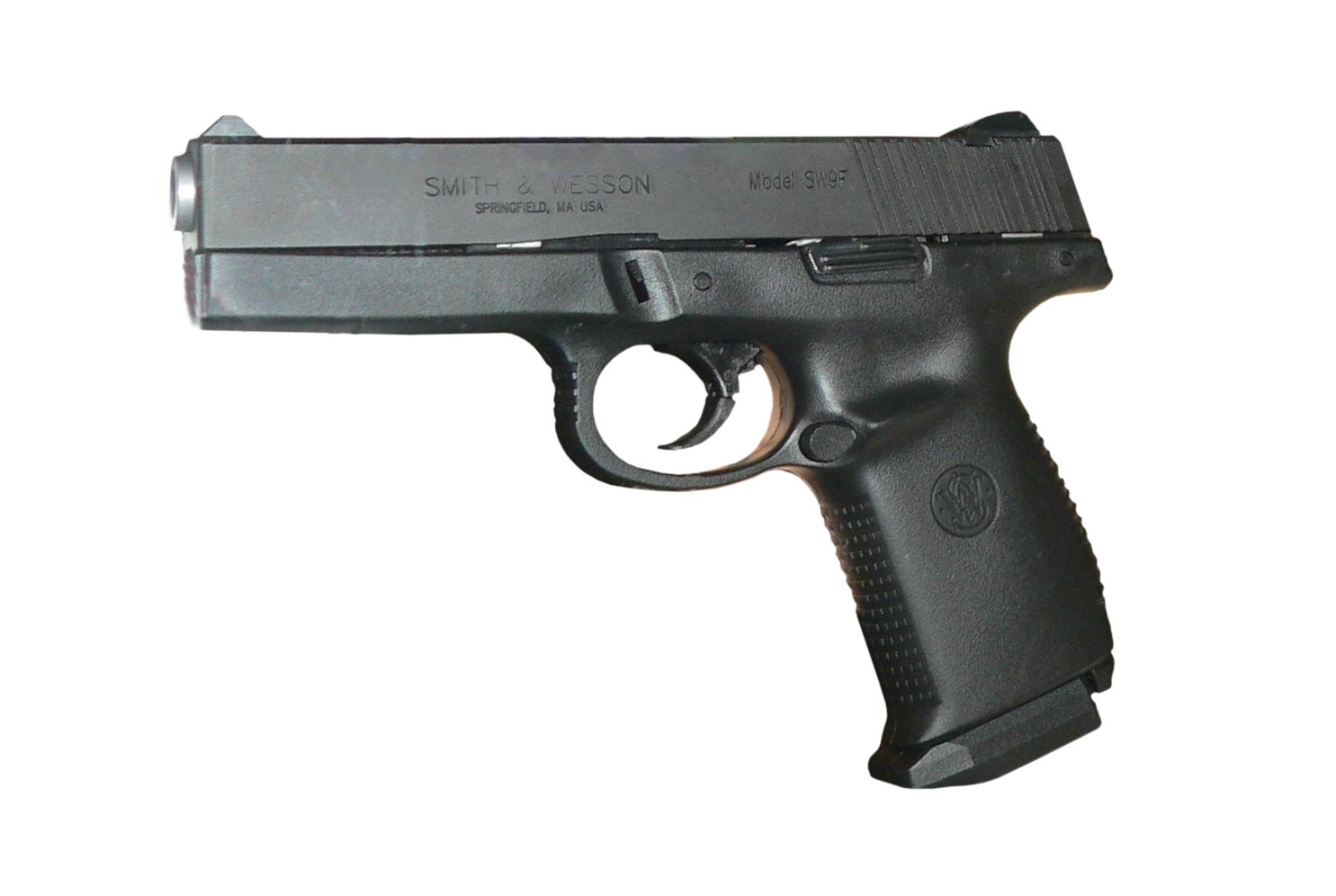
S&W
シグマ

アメリカのスミス&ウェッソン社が1994年に警察向けとして発売した同社初のポリマーフレーム製オートマチックピストル。当初は9x19mmパラベラム弾仕様の9V（コンパクトモデルは9C）、.40S&W弾仕様の.40V（コンパクトモデルは.40C）が発売された。しかし、グロック17を元にしているため、外見や内部機構が酷似している。これによってグロック社より『デッドコピーである』との訴訟を受け、和解金を支払う事となり、内部メカニズムの変更も行われた。
そして、内部メカニズムの変更が成された9Eと.40E、そしてステンレスモデルの9VE、.40VE等も開発され、2004年にはグリーンポリマー製のフレームを備えた9GVE、.40GVEもラインナップされた。

### T97手槍
中華民国の205兵站廠が警察向けに開発したグロック19のクローン品。スライド側に手動安全装置が追加されている。

### ノリンコ NP7
中華人民共和国の北方工業公司（通称 Norinco）が製造するポリマーフレーム製オートマチックピストル。外見は上記のシグマ以上にグロック17と酷似している。セレーションが斜めに切られているほか、グリップはGen4のデザインに近いものの、バックストラップの交換機能を持たないなど若干の差異がある。

### Skat GM-100
ロシア連邦のSkat社が製造するクローン品であり、過去のS&W社と同様グロック社により訴訟を受けている。本家グロック17との違いとして、セレーションがスライド前方にも追加されている、スライドがステンレス製であるなどの点が挙げられる。

## グロック17の遊戯銃

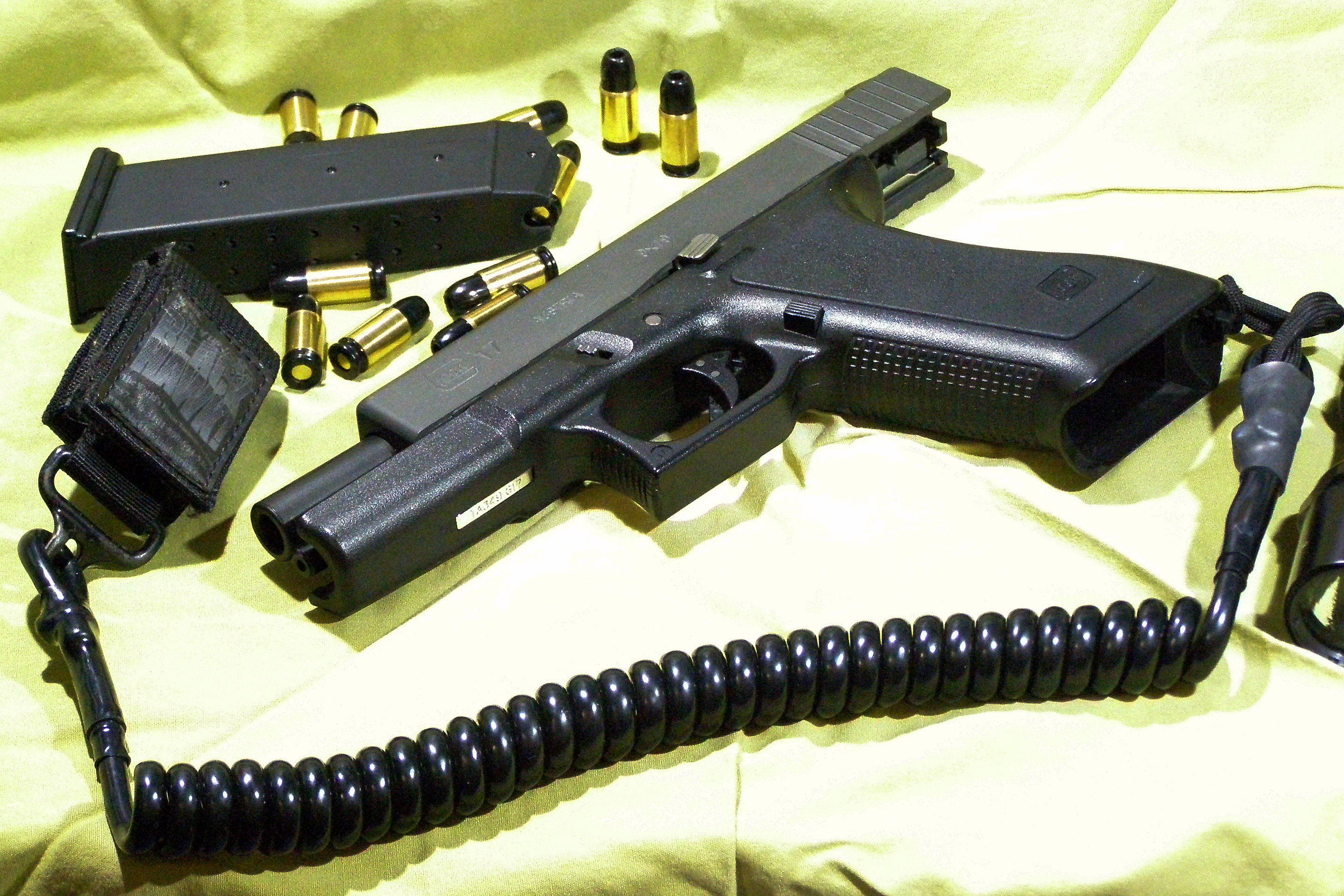
グロック17のモデルガン（タナカワークス製）

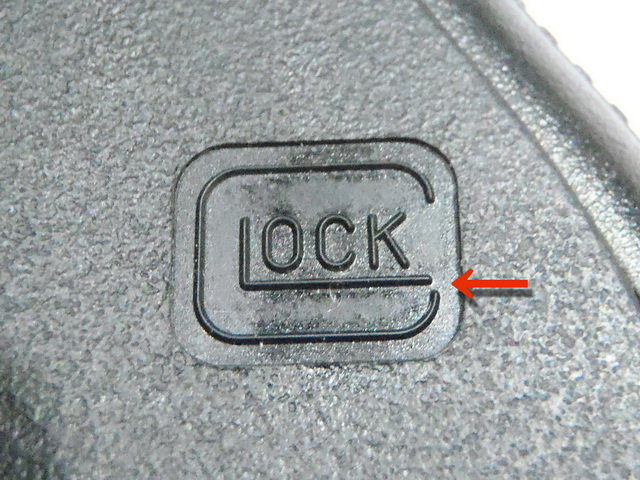
タナカのグロックロゴのモデファイ。グロック製実銃は矢印部分が繋がっていて、「L」が「G」の一部を成している

日本で初めて商品化されたのはMGC製ブローバックガスガンで、エアソフトガンでは初めて発射とブローバックを一工程で行う機構を採用した。
その後、東京マルイやタナカワークス、KSCなど様々なメーカーから発売されており、特にKSCは、現在最も多くのバリエーションを展開している。過去には国際産業や啓平社からも発売されていた。商標上の問題からか、メーカーによっては、スライドやフレームの「GLOCK」ロゴがアレンジされたものとなっている。例えば、KSC製品は初期や現在製造されている物は「GLOCK」であるが一時的に「G」のみとなっていた。タナカワークスおよびマルシン工業製品は、ロゴをよく見ると「CLOCK」になっている。
実物のグロックは反動吸収のために質感の柔らかいプラスチック素材を用いているが、これは遊戯銃の主要な材質であるABS樹脂やヘビーウェイト樹脂よりも柔らかいため、ほとんどの遊戯銃はフレームが実物よりも硬い。
実物のグロックは、エアソフトガンの自主規制上必要となる能動的なマニュアルセーフティを持っていないため、実物どおりの通常分解を再現せずにテイクダウンレバーをセーフティとする（各社エアコッキングガン）、トリガーセーフティにマニュアルセーフティとしての機能を設ける（KSC製品）、フレームのシリアルナンバープレートをスイッチとする（東京マルイ製ブローバックガスガン）などの対策が取られている。独特な引き金機構であるセーフ・アクションに関しても、エアソフトガン、特にエアコッキングガンとブローバックガスガンでは構造上再現が困難なため、トリガーをシングルアクションとして内蔵ハンマー式に変更するなど、内部構造でのアレンジが行われている。モデルガンでは発射機構の大幅な変更を必要としないため、タナカワークス製モデルガンではセーフ・アクションが再現されている。
また、東京マルイが発売しているガスガンのグロック26は、ロングバレル・コンペンセイター・グリップエクステンションを追加したオリジナルカスタムの「グロック26アドヴァンス」も発売している。
.45ACPを使用する大型フレーム採用機種の遊戯銃化はマルシン工業のグロック21のみであるが、KSCはクリス ヴェクターをラインナップ内に持つ関係上、グロック21を弾倉のみ商品化している。